# Мурованка (Пултуський повіт)
Мурованка (пол. Murowanka) — село в Польщі, у гміні Покшивниця Пултуського повіту Мазовецького воєводства.
Населення — 104 особи (2011).
У 1975-1998 роках село належало до Цехановського воєводства.

## Демографія
Демографічна структура станом на 31 березня 2011 року:
|          | Загалом | Допрацездатний вік | Працездатний вік | Постпрацездатний вік |
| -------- | ------- | ------------------ | ---------------- | -------------------- |
| Чоловіки | 46      | 9                  | 29               | 8                    |
| Жінки    | 58      | 10                 | 37               | 11                   |
| Разом    | 104     | 19                 | 66               | 19                   |